# Torre de la Gallina
La torre o atalaya de la Gallina es una torre óptica de época nazarí, situada cerca de la localidad de Puerto Lope, aunque en municipio de Íllora, en la provincia de Granada, comunidad autónoma de Andalucía (España). En el sistema cartográfico MME, escala 1/50.000, se localiza en la hoja 991, cuadrícula 427-428/4131-4132.

## Descripción
Se trata de una atalaya, posiblemente del siglo XIV, en muy mal estado de conservación, debido en buena medida a los destrozos causados por una tormenta eléctrica en 1970. Actualmente sólo se mantiene en pie parte del tercio inferior macizo, hasta una altura máxima de 3,12 metros, en su cara norte.
Su planta era circular, como usualmente ocurría en las torres vigías de su época. Estaba construida en mampostería, con hiladas y enripiados, que apenas se perciben actualmente.

## Importancia estratégica
Formaba parte del sistema defensivo del poderoso Castillo de Moclín, y su situación en las últimas estribaciones occidentales de la sierra de Moclín, le daban un importante papel estratégico, al ser el nexo de comunicación visual con las torres del sistema defensivo del Castillo de Íllora, así como con la Atalaya de la Mesa, que era a su vez el punto de conexión con todo el sistema de defensa de la propia capital nazarí.